# Leucopsacidae
Leucopsacidae is een familie van sponsdieren uit de klasse van de Hexactinellida. 

## Geslachten
- Chaunoplectella Ijima, 1896
- Leucopsacus Ijima, 1898
- Oopsacas Topsent, 1927